# وفيات 2007
قائمة بأبرز وفيات سنة 2007.
|  |

## وفيات يناير
5
- سعاد نصر، 53، ممثلة مصرية.

9
- إبراهيم خان، 70، ممثل مصرى من أصل سوداني.

13
- سلامة العبد الله، 62، فنان سعودي.

14
- أحمد محمد عوف، 71، مؤلف مصري.

15
- عواد البندر، 62، قاض عراقي.
- برزان إبراهيم التكريتي، 56، رئيس المخابرات العراقية.
- إيزاك فانوس، 88، رسام مصري.

19
- هرانت دينك، 53، صحفي تركي من أصل أرمني.

## وفيات فبراير
6
- صلاح طاهر، 86، فنان تشكيلي مصري.

8
- آنا نيكول سميث، 40، ممثلة أمريكية.

13
- محمد محسن، 85، ملحن سوري.

15
- فاتن فريد، 62، مغنية وممثلة مصرية.

26
- هلال السعيد، 67، صحفي مصري.

## وفيات مارس
2
- محمد حسين هيثم، 49، شاعر يمني.

6
- جين باودريلارد، 78، منظر ثقافي وفيلسوف فرنسي.

14
- سعدون حمادي، 80، سياسي عراقي.

20
- طه ياسين رمضان، 69، سياسي عراقي.
- عز الدين الشريف، 74، سياسي فلسطيني.

22
- ألفت الأدلبي، 95، كاتبة سورية.

## وفيات أبريل
1
- إدريس الشرايبي، 81، كاتب مغربي.

5
- علي السريتي، 78، موسيقي تونسي.

6
- محمد السبع، 84، ممثل ومسرحي مصري.

10
- نوال أبو الفتوح، 67، ممثلة مصرية.

11
- كورت فونيجت، 85، كاتب أمريكي.

17
- حسن أبو السعود، 78، ملحن وعازف مصري.

23
- بوريس يلتسن، 76، رئيس الاتحاد الروسي.
- زهير مشارقة، 69، سياسي سوري

27
- مستيسلاف روستروبوفيتش، 80، عازف وقائد أوركسترا روسي.

28
- هالة شوكت، 77، ممثلة سورية.
- غادة واصف، 59، ممثلة سورية

## وفيات مايو
1
- عمران بحر، 77، ممثل مصري.

2
- مصطفى محمد عبد الغني العلمي، 85، رجل اقتصاد فلسطيني.
- عبد الحميد البكوش، 74، رئيس وزراء ليبي.

3
- غسان علي الرمال، 59، مدير إدارة ابحاث والدراسات الإسلامية في رابطة العالم الإسلامي.

5
- عبد المجيد بن عبد العزيز آل سعود، 65، أمير سعودي.
- حسن الكرمي، 102، أديب فلسطيني.

7
- رياض الهمشري، 48، ملحن مصري.

8
- عبد الله الفيصل، 85، شاعر سعودي.

9
- ألفرد شاندلر جونيور، 88، مؤرخ أمريكي.

15 -
- جيري فالويل، 74، قس مسيحي أمريكي.

22
- إدريس بن زكري، 57، ناشط مغربي.

24
- أحمد جودة، 47، كاتب مصري.

26
- خليل الزهاوي، 61، فنان عراقي.

## وفيات يونيو
5
- بوفل رامل، 86، ممثل سويدي.

8
- عدن عبد الله عصمان دار، 99، رئيس الصومال.

10
- عبد الحي أديب، 79، مخرج مصري.

13
- وليد عيدو، 65، سياسي لبناني.
- صفية المهندس، 86، مذيعة مصرية.

14
- كورت فالدهايم، 89، رئيس النمسا.

15
- عبد الرحمن عيد، 38، ممثل مسرحي سوري

22
- نازك الملائكة، 84، شاعرة عراقية.

24
- كريس بنوا، 40، مصارع كندي.

## وفيات يوليو
2
- روبرت براون، 71، رسّام كاريكاتير أمريكي.
- بيتر ليمان، 66، باحث معلوماتِ أمريكي.

3
- جون وايت، 70، سياسي أمريكي، عضو مجلس شيوخ ميسيسيبي.

5
- محمد حمود الحارثي، 72، فنان يمني.

7
- آن مكلارين، 80، عالمة أحياء بريطانية، توفيت في حادثة سيارة.

10
- شاكايبا سانكا أماج 20، صحفية أفغانية.

14
- إبراهيم الأسود بنحمادي، 64، قصاص ومثقف تونسي معاصر.

30
- عبد الرزاق قدورة، 79، عالم فيزياء نووية سوري

## وفيات أغسطس
3
- زياد قاسم، 52، روائي أردني.

24
- عبد الرحمن عارف، 91، رئيس جمهورية العراق الأسبق.

19
- عتاب،59 مطربة سعودية.

## وفيات سبتمبر
2
- رجاء بلمليح، 45، مطربة مغربية.

6
- لوتشانو بافاروتي، 72، مغني إيطالي.

14
- حسين الشربيني، 72، ممثل مصري.

19
- أنطوان غانم، 64، سياسي لبناني.

24
- هيروشي أوساكا، 44، رسام أنمي ياباني.

28
- محمود قول آغاسي، 34، شيخ وداعية سوري

30
- صلحي الوادي، 73، مؤلف موسيقي عراقي

## وفيات أكتوبر
1
- عبد العزيز المسند ،75 أحد ابرز الشخصيات الاجتماعية والتربوية والدينية في السعودية.

8
- سالم صباح السالم الصباح ،69 وزير الدفاع الكويتي الأسبق، ورئيس اللجنة الوطنية لشئون الأسرى والمفقودين الكويتية.

15
- سهام رفقي ،85 مطربة سورية.

## وفيات نوفمبر
8
- أمينة قطب، 80، أديبة وكاتبة مصرية

12
- يونس شلبي، 66، ممثل مصري كوميدي.

18
- حسن النقيب، 80، سياسي وعسكري عراقي.

## وفيات ديسمبر
1
- راسم الجميلي ،69, ممثل عراقي، أحد ألمع نجوم الكوميديا في العراق.

7
- عمر الخطيب، 76، إعلامي أردني.

12
- فرانسوا الحاج، 54، عسكري لبناني.

22
- إلياس مسوح، 74، شاعر وصحفي سوري

27
- بينظير بوتو،54، رئيسة وزراء باكستانية سابقة.

31
- محمد عثمان الصيد، 83، رئيس وزراء ليبي.